# Ronald Kampamba
Ronald Kampamba (Kitwe, 26 de maio de 1994) é um futebolista profissional zambiano que atua como defensor.

## Carreira
Ronald Kampamba representou o elenco da Seleção Zambiana de Futebol no Campeonato Africano das Nações de 2015.